# Laphria pernigra
Laphria pernigra är en tvåvingeart som beskrevs av Wulp 1872. Laphria pernigra ingår i släktet Laphria och familjen rovflugor. Inga underarter finns listade i Catalogue of Life.